# Osobní obranná zbraň

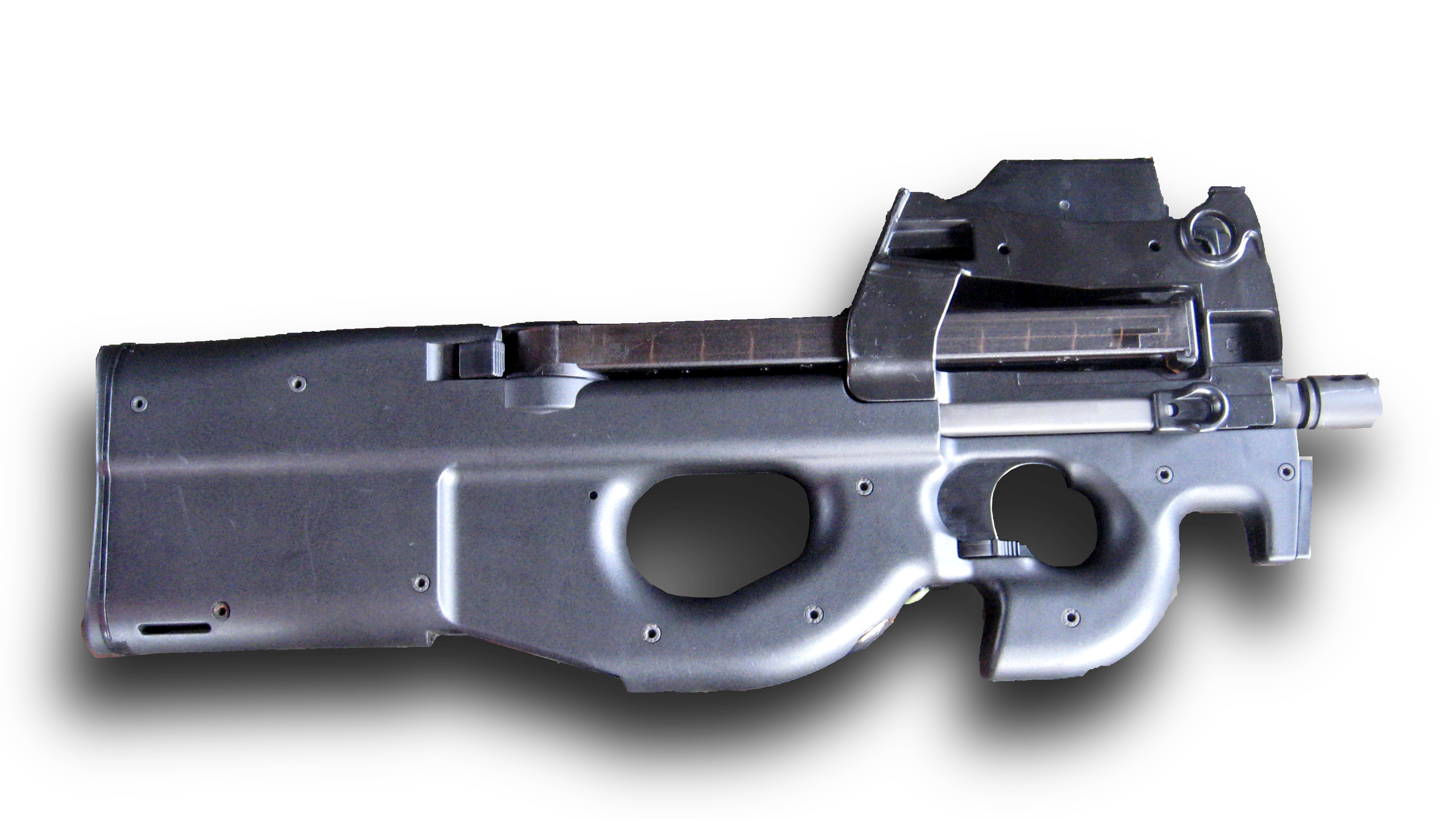
Osobní obranná zbraň FN P90

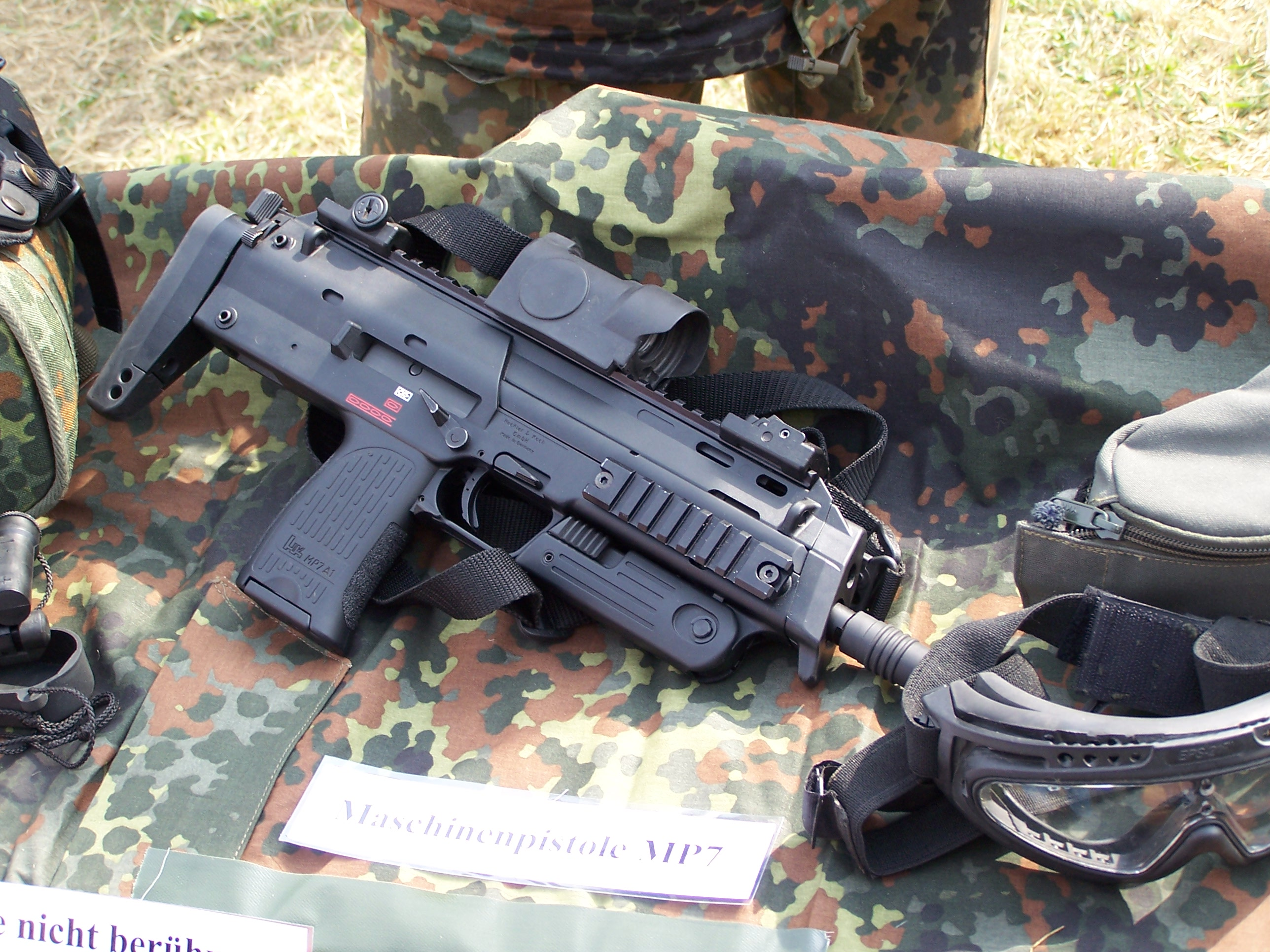
Osobní obranná zbraň MP7

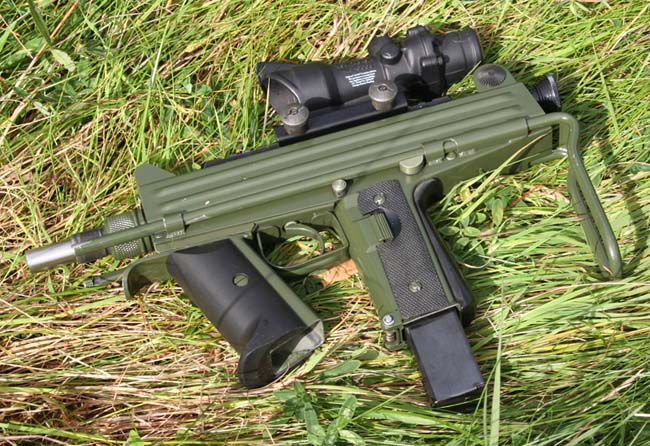
Osobní obranná zbraň CBJ-MS

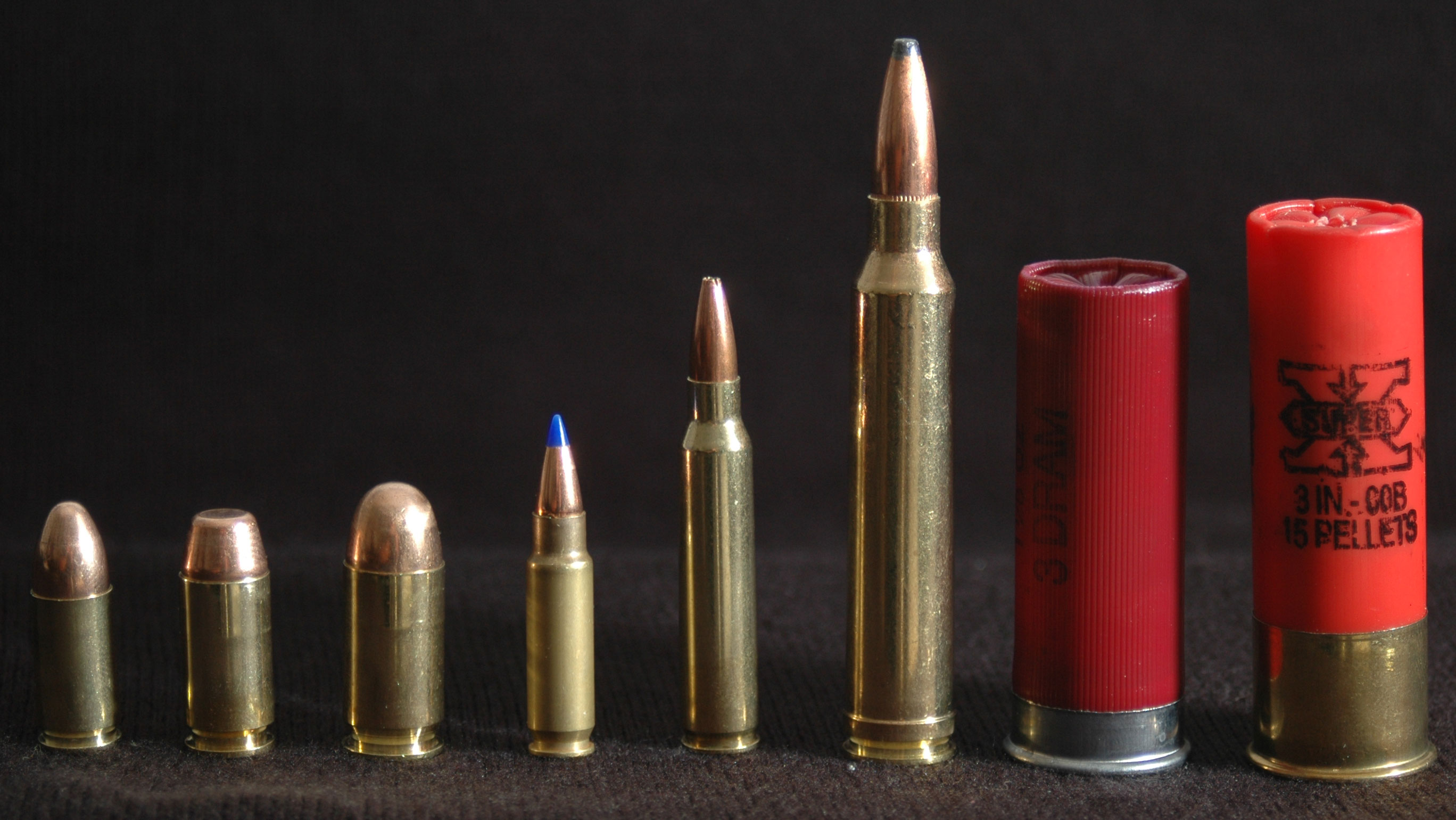
Porovnání velikostí nábojů. Zleva: tři pistolové náboje (9 mm Luger, .40 S&W, .45 ACP), náboj do osobní obranné zbraně 5,7 × 28 mm, náboj do útočné pušky 5,56 × 45 mm NATO, puškový náboj .300 Winchester Magnum, dva brokové náboje

Osobní obranná zbraň (PDW – personal defense weapon) je druh kompaktní palné zbraně s větším dostřelem a lepšími schopnostmi prorážení osobních ochranných prostředků (např. neprůstřelná vesta), než jaké mají pistole a samopaly, přitom jsou však menší než útočné pušky nebo karabiny. Původně byly vyvíjeny jako výzbroj důstojníků či obsluh vojenské techniky. Zatím se však uplatňují jako výzbroj speciálních vojenských a policejních jednotek.
Pro PDW je charakteristické použití nových typů nábojů s lahvovitou nábojnicí a špičatou střelou o malém průměru, v podstatě dále zmenšených nábojů do útočné pušky.
PDW sdílejí mnoho hlavních charakteristik samopalů, a proto jsou často chybně jako samopaly zařazovány. Navíc orientaci sami znesnadňují někteří výrobci tím, že využívají zkratku PDW v názvu svých samopalů (např. Heckler & Koch MP5K PDW) či v reklamních materiálech (např. CZ Scorpion EVO 3 A1). Taktéž bývají někdy do této kategorie mylně zařazovány ruské samopaly SR-2 Veresk či PP-2000. Ty jsou ovšem v ráži 9 mm Luger a pouze umožňují také střelbu speciálními náboji s vysokou průbojností.

## Sériově vyráběné PDW
- Fabrique Nationale P90
- Heckler & Koch MP7
- Saab Bofors Dynamics CBJ-MS

## Vývojové typy PDW
- Knight's Armament Company PDW
- Magpul PDR
- PDW 17 Libra
- Type 05 PDW
- Tkachev AO-46
- VBR PDW 7.92mm
- Parker Hale PDW
- Hezi SM-1
- Colt MARS